# Río Negro (přítok Amazonky)
Río Negro (španělsky Río Negro, portugalsky Rio Negro) je řeka v Jižní Americe převážně v Brazílii (Amazonas), ale také v Kolumbii a Venezuele. Je 2300 km dlouhá. Povodí má rozlohu 691 000 km².

## Průběh toku
Pramení v Kolumbii pod jménem Guainía. Na horním toku nad městem Castanyeiro je na řece mnoho peřejí. Na dolním toku teče Amazonskou nížinou v širokém korytě s množstvím ostrovů. Na březích řeky se nacházejí tři brazilské národní parky, které se nazývají Pico de Neblina, Jaú a Anavilhanas. Vlévá se zleva do Amazonky u města Manaus. Soutok těchto řek – Encontro das Águas – je jedinečný pro rozdílné barvy obou řek, které vytváří dvoubarevný tok.

### Přítoky
Zleva přijímá velký přítok Rio Branco. Přes jiný levý přítok, Casiquiare, je spojená s řekou Orinoco, což představuje klasický případ bifurkace řek.

## Vodní režim
K povodním dochází od března do konce srpna a naopak nedostatek vody je v řece od října do ledna. Průměrný roční průtok vody činí přibližně 29 300 m³/s.

## Využití
Vodní doprava je možná v délce 1000 km od ústí, kde leží velký přístav Manaus.